# John Talbot-emlékoszlop
A John Talbot-emlékoszlop a franciaországi Castillon-la-Bataille közelében áll, és az 1453-as castilloni csatában elesett angol parancsnoknak, Talbot grófnak állít emléket.
1453. július 17-én az angol és a francia sereg Castillonnál vívta a százéves háború utolsó csatáját. Az angolok parancsnoka a kiváló hadvezér, John Talbot volt. A parancsnok – mivel korábban szabadulásakor megígérte francia fogva tartóinak – páncél és fegyver nélkül jelent meg a csatatéren. A harc a franciák javára dőlt el, és egy lövedék eltalálta Talbot lovát. Az állat eldőlt, és maga alá temette lovasát. A magatehetetlenül fekvő angol parancsnokot egy Michael Perunin nevű francia íjász ölte meg csatabárddal.
Francia nemesek egy kis kápolnát emeltek azon a helyen, ahol a rettegett, de tisztelt John Talbot meghalt. Az épületet a francia forradalom idején nemzeti fanatikusok lerombolták. Ezután egy emlékoszlopot állítottak egy útkereszteződésben, a csatamezőtől északra. Felirata azt hirdette, hogy a csata után Gascogne kiszabadult Anglia igájából. Az ütközet ötszázadik évfordulóján Lamothe önkormányzata táblát helyezett el az oszlopon, amely Talbot halálának állít emléket.